# Vĩnh Thạnh Trung
Vĩnh Thạnh Trung is een xã in het district Châu Phú, een van de districten in de Vietnamese provincie An Giang in de Mekong-delta. Cái Dầu ligt op de westelijke oever van de Hậu.